# Васильева, Лариса Николаевна (поэтесса)
Лари́са Никола́евна Васи́льева (23 ноября 1935, Харьков — 27 февраля 2018, Лобня) — советская и российская поэтесса, прозаик и драматург, филолог. Автор более двадцати поэтических сборников. Основательница музея «История танка Т-34».

## Биография
Родилась 23 ноября 1935 года в Харькове в семье инженера Николая Алексеевича Кучеренко, одного из создателей серии танков БТ и Т-34.
В 1958 году окончила филологический факультет МГУ.
Скончалась в возрасте 82 лет — 27 февраля 2018 года. Похоронена в Москве на Троекуровском кладбище (18 уч.).

### Литературная деятельность
Начала писать с детства, одно стихотворение было опубликовано в газете «Пионерская правда». Первые «взрослые» стихи Ларисы Васильевой увидели свет в журналах «Юность», «Молодая гвардия», «Москва». Печатается с 1957 года. Автор более двадцати поэтических сборников и поэм («Льняная луна», 1966; «Огневица», 1969; «Лебеда», «Синий сумрак», оба 1970; «Одна земля — одна любовь», 1973; «Радуга снега», 1974; «Поляна», 1975; «Огонь в окне», 1978; «Русские имена», 1980; «Василиса», 1981; «Роща», 1984; «Светильник», 1985; «Странное свойство», 1991). В них поэтесса обращается к темам войны, исторических судеб России, любви и природы, размышляет над противоречиями и сложным внутренним миром современника.
Прожив более пяти лет в Великобритании вместе с мужем, корреспондентом газеты «Известия» Олегом Васильевым, написала серию очерков «Альбион и тайна времени» (1-е издание 1978; 2-е дополненное издание 1983), открывшие в писательнице одарённого прозаика.
В 1983 году вышла в свет книга «Книга об отце» — роман-воспоминание об отце, результат упорных поисков и многочисленных встреч с ветеранами — танкостроителями и танкистами. Книга получила огромный читательский отклик: «откликом на публикацию стали в буквальном смысле мешки писем, в которых люди, тем или иным образом причастные к танку Т-34, делились с Л. Н. Васильевой фактами, воспоминаниями, присылали фотографии, документы.» На основе материалов, присланных читателями, Ларисой Васильевой был создан домашний музей «История тридцатьчетвёрки», который 2 мая 1985 года принял первых посетителей.
Лариса Васильева также автор многих мемуарных, публицистических и литературно-критических работ (стихотворения Жизнь, смерть и Пушкин, Живая женская душа, Антигона, Прасковья — Вера! — об актрисе В. П. Марецкой; «Лорд Си Пи и леди Сноу» — о чете английских писателей Ч. П. Сноу и П. Х. Джонсон и др.). Тему духовных ценностей и роли писателя в деле нравственного совершенствования человека раскрывает книга «15 встреч в Останкине» (1989). В её основу положены вызвавшие широкий общественный резонанс выступления по Центральному телевидению известных советских писателей В. П. Астафьева, Ю. В. Бондарева, Н. В. Думбадзе, В. С. Пикуля, Ч. Т. Айтматова и В. Г. Распутина.
В 1993 году вышла документальная книга «Кремлёвские жёны» с основанными на личных впечатлениях или беседах с очевидцами рассказах о Н. К. Крупской, П. С. Жемчужиной, Н. П. Хрущёвой, В. П. Брежневой, Р. М. Горбачёвой и других женщинах, которым выпала доля быть жёнами «вождей» советского народа. В художественно-публицистическом исследовании «Дети Кремля» (1997) останавливается на судьбе детей Л. Б. Каменева, И. В. Сталина, С. М. Будённого, Л. М. Кагановича, Н. С. Хрущёва и др.
Лариса Васильева — автор книг и фильмов по истории Москвы.
Произведения Ларисы Васильевой переведены на несколько иностранных языков (в том числе на английский). Писательница также занималась переводами с английского языка.
Награждена премией Московского комсомола (1967). Удостоена Бунинской премии в номинации «Поэзия» за сборники стихов «Холм» и «Четыре женщины в окне» (2010). Лауреат премии «Имперская культура» имени Эдуарда Володина.
С 1996 года — профессор Ноттингемского университета (Великобритания), академик Академии российской словесности.
Пародию на строки Васильевой
Но он утешится, неверный,
с другим, а может быть, с другой…
написал Александр Иванов
                 <…>
С другим, тем более с другою
вовек я не утешусь. Нет,
я жить могу и дальше смело,
мне не пристала роль скупца:
того, что ты создать успела,
с лихвой мне хватит до конца!
- Васильева Л. Н. Избранное. — М., 1981.
- Васильева Л. Н. Избранные произведения в 2-х томах. — М., 1989.
- Васильева Л. Н. Льняная луна. — М.: Молодая гвардия, 1966.
- Васильева Л. Н. Огневица. — М., 1969.
- Васильева Л. Н. Лебеда. — М.: 1970
- Васильева Л. Н. Синий сумрак. — М.: Молодая гвардия, 1970.
- Васильева Л. Н. Одна земля — одна любовь. — М., 1973.
- Васильева Л. Н. Встреча. — М.: Правда, 1974.
- Васильева Л. Н. Радуга снега. — М.: Молодая гвардия, 1974.
- Васильева Л. Н. Поляна. — М., 1975.
- Васильева Л. Н. Встречи с Британией. — М., 1977.
- Васильева Л. Н. Альбион и тайна времени. — М.: Современник, 1978.
- Васильева Л. Н. Огонь в окне. — М.: Советский писатель, 1978. — 120 с. — 20 000 экз.
- Васильева Л. Н. Листва. — М., 1980.
- Васильева Л. Н. Русские имена. — М.: Молодая гвардия, 1980.
- Васильева Л. Н. Стихотворения и поэмы. — М.: Правда, 1981.
- Васильева Л. Н. Альбион и тайна времени. — М.: Современник, 1983. — С. 302.
- Васильева Л. Н. Книга об Отце. — М.: Советский писатель, 1984.
- Васильева Л. Н. Роща. — М.: Молодая гвардия, 1984.
- Васильева Л. Н. Созвучия. — М., 1984.
- Васильева Л. Н. Москворечье. — М.: Московский рабочий, 1985.
- Васильева Л. Н. Светильник. — М.: Советский писатель, 1985.
- Васильева Л. Н. Я жду тебя на перекрёстке неба. — М., 1986.
- Васильева Л. Н. О сокровенном. — М., 1987.
- Васильева Л. Н. Облако огня. — М.: Современник, 1988.
- Васильева Л. Н. 15 встреч в Останкине. — 1989. — 304 с. — 20 000 экз. — ISBN 5-250-00353-2.
- Васильева Л. Н. Странное свойство. — М.: 1991
- Васильева Л. Н. Кремлёвские жёны. — М.: Вагриус: Вышэйшая школа, 1993. — 544 с. — 15 000 экз. — ISBN 5-339-00927-0.
- Васильева Л. Н. Дети Кремля. — М.: АСТ, 1997. — 400 с. — 11 000 экз. — ISBN 5-88011-014-1.
- Васильева Л. Н. Жёны русской короны. — М.: АСТ: Атлантида — XXI век. — Т. 1. — 416 с. — 10 000 экз. — ISBN 5-93238-001-2.
- Васильева Л. Н. Жёны русской короны. — М.: АСТ: Атлантида — XXI век. — Т. 2. — 560 с. — 10 000 экз. — ISBN 5-93238-002-0.
- Васильева Л. Н. Жена и муза. — М.: АСТ: Атлантида — XXI век, 1999. — (Биографии). — 10 000 экз. — ISBN 5-93238-003-9.
- Васильева Л. Н. Деловая переписка на английском языке. — М.: Айрис-Пресс: Рольф. — 352 с. — (Как сделать карьеру). — 13 000 экз. — ISBN 5-7836-0096-2.
- Васильева Л. Н. Тайна времени. — М.: Эксмо-Пресс: Атлантида — XXI век, 2001. — 416 с. — 7100 экз. — ISBN 5-04-007092-6.
- Васильева Л. Н. Лариса Васильева. Стихотворения. — М.: Эксмо-Пресс: Атлантида — XXI век, 2005. — 384 с. — (Лариса Васильева. Собрание сочинений). — 5100 экз. — ISBN 5-04-007090-X.
- Васильева Л. Н. Четыре женщины в окне. — М.: Молодая гвардия, 2005. — 432 с. — (Библиотека лирической поэзии «Золотой жираф»). — 2000 экз. — ISBN 5-235-02748-5.
- Васильева Л. Н. Семь дней творения. — М.: Вагриус, 2005. — 528 с. — 1000 экз. — ISBN 5-9697-0086-X.
- Васильева Л. Н., Желтов И. Г., Чикова Г. Ф. Правда о танке Т-34. — М.: Атлантида — XXI век, 2005. — 480 с. — 5000 экз. — ISBN 5-93238-079-9.
- Васильева Л. Н. Евдокия Московская. — М.: Бослен, 2012.
- Васильева Л. Н., Желтов И. Г. В прицеле — Прохоровка (в двух томах с приложением комплекта топографических карт). — Белгород: Константа, 2013.

### Общественная деятельность
С 1990-х годов Лариса Васильева активно занималась общественной деятельностью и благотворительностью. Опубликовала ряд статей по женской проблематике. Президент Международной Лиги писательниц. Член Комиссии по вопросам женщин, семьи и демографии при Президенте РФ. Президент информационного содружества «Атлантида». Член жюри национальной литературной премии «Писатель года». Член комиссии по монументальному искусству при Московской городской думе.
В 2000 году Лариса Васильева при поддержке мэра Москвы Ю. М. Лужкова и губернатора Московской области Б. В. Громова инициировала вопрос о строительстве «настоящего» музея истории танка Т-34. Уже в 2001 году на 37-м километре Дмитровского шоссе началось строительство и менее чем через год — в 60-ю годовщину начала контрнаступления под Москвой — открылся новый музей, созданный в качестве муниципального учреждения культуры города Лобня. В создании и наполнении экспозиции музея приняли участие государственные и муниципальные органы, организации, учреждения, предприятия, общественные организации Москвы и Московской области, городов Лобня, Долгопрудный, Мытищи, Нижнего Тагила и Харькова, а также Главное автобронетанковое управление Министерства обороны Российской Федерации.

## Награды
- Орден Дружбы народов[10]
- Орден «Знак Почёта»[10]
- Орден «Знак Почёта» (14 ноября 1980 года) — за большую работу по подготовке и проведению Игр XXII Олимпиады[11]
- Медаль ордена «За заслуги перед Отечеством» II степени (20 августа 1999 года) — за заслуги в развитии физической культуры и спорта, большой вклад в укрепление дружбы и сотрудничества между народами[12].
- Премия города Москвы 2004 года в области литературы и искусства (16 августа 2004 года) — за создание музейного комплекса «История танка Т-34»[13]
- Благодарность Министра культуры и массовых коммуникаций Российской Федерации (15 марта 2006 года) — за значительный вклад в развитие российской литературы и по случаю празднования Всемирного дня поэзии[14].
- Знак отличия «За заслуги перед Москвой» (Москва, 24 августа 2010 года) — за большой вклад в развитие культуры и работу по патриотическому воспитанию москвичей[15]
- Знак отличия «За заслуги перед Московской областью» (13 ноября 2010 года)[16]
- Орден Дружбы (1 апреля 2011 года) — за заслуги в развитии отечественной культуры и искусства, многолетнюю плодотворную деятельность[17].
- Орден «За заслуги» III степени (Украина, 27 июня 2013 года) — за значительный личный вклад в государственное строительство, социально-экономическое, научно-техническое, культурно-образовательное развитие Украины, весомые трудовые достижения и высокий профессионализм[18]
- Почётная грамота Московской городской думы (18 ноября 2015 года) — за заслуги перед городским сообществом[19]